# 养家之人
《养家之人》（英語：The Breadwinner）是一部2017年加拿大、愛爾蘭和盧森堡合製的動畫電影，由Nora Twomey執導，Cartoon Saloon、Mimi Polk Gitlin和Angelina Jolie製作。 《养家之人》根據Deborah Ellis最暢銷的小說改編，講述阿富汗少女帕瓦娜（Parvana）與家人在塔利班政權求生的經歷。
在多倫多國際電影節全球首映，於2017年11月17日商業放映。電影發行後獲得普遍好評，影評界稱讚電影的主題與反映女性在塔利班政權下的處境，還有劇情的深度，電影入圍第90屆奧斯卡金像獎最佳動畫長片與金球獎最佳動畫長片，並且獲得十項安妮獎提名，從中贏得安妮奖最佳独立制作动画长片獎。
2023年3月，本片在爛蕃茄發表「270部由21世紀女性執導的電影佳作」清單榜上有名。

## 劇情
《养家之人》講述阿富汗少女帕瓦娜（Parvana）從父親在塔利班政權下進了冤獄以後，家中頓失經濟支柱，為了養家活口，她決定喬裝成男孩外出工作，因為塔利班統治時期，婦女不許擅自出門，沒有工作權。

## 外部連結
- 大卡通資料庫上《养家之人》的資料（英文）

- 互联网电影数据库（IMDb）上《养家之人》的资料（英文）